# 穆斯湖
穆斯湖（英語：Moose Lake）是一個位於美國明尼蘇達州卡爾頓縣的城市。根據2020年美國人口普查數據顯示，穆斯湖的總人口為2,789人。
根據美國普查局的數據顯示，穆斯湖面積為3.66平方英里（9.48平方公里），其中3.27平方英里（8.47平方公里）為陸地，0.39平方英里（1.01平方公里）為水域。
穆斯湖州立公園就在附近。